# Anne-Marie Alonzo
Pour les articles homonymes, voir Alonzo.
Anne-Marie Alonzo est une poète, écrivaine, éditrice, critique d'art et journaliste canadienne née à Alexandrie, en Égypte, le 13 décembre 1951 et morte le 11 juin 2005 à Laval, au Québec. 

## Biographie
Anne-Marie Alonzo est l’auteure d'une vingtaine d’ouvrages lui ayant valu plusieurs distinctions. Immigrante et handicapée, elle explore dans son œuvre le thème de la marginalité. Elle est l'une des voix marquantes au Québec pour ce qui est de l’écriture du désir au féminin. Ses écrits, difficilement classables, adoptent une forme hybride, entre poésie, récit, fiction et missives.
Elle grandit au sein d’une famille francophone dans un pays arabe et fréquente l’école allemande. Ses ascendances sont multiples. Ses grands-parents paternels sont palestiniens, tandis que ceux du côté maternel sont maltais et syriens.
Elle s’installe au Québec avec sa famille en 1963. Le 5 juillet 1966, à l'âge de 14 ans, elle est victime d’un accident de la route qui la laisse quadraplégique, paralysée du cou aux orteils. et forcée de se déplacer à l'aide d’un fauteuil roulant.
Elle s'inscrit à l'Université de Montréal, où elle décroche un baccalauréat (1976) et une maîtrise (1978) en études françaises, avant d'obtenir en 1986 un doctorat grâce à une thèse dirigée par Monique Bosco sur la romancière française Colette,. Pionnière, Anne-Marie Alonzo fait installer de nombreuses rampes à l'université et milite pour un meilleur accès au transport des personnes handicapées. Après avoir enseigné en création littéraire (1980 et 1986) à l'Université de Montréal, elle se consacre exclusivement à diverses activités d'édition, d'écriture, d'animation et de création.
Ses deux premiers textes, Geste (1979) et Veille (1982), paraissent aux Éditions des femmes à Paris. Son recueil de poésie intitulé Bleus de mine (1985) remporte le prix Émile-Nelligan et est finaliste pour le prix du Gouverneur général 1985.
Auteure de plusieurs textes radiophoniques, elle collabore à de nombreuses revues et magazines, dont La Nouvelle Barre du jour, La Gazette des femmes, Spirale, Lèvres urbaines, Des femmes en mouvements, La vie en rose, Possibles, [vwa] et Estuaire,. Elle est membre du comité de rédaction de la revue Estuaire jusqu'en 1987.
Elle est codirectrice et cofondatrice, en 1985, des Éditions Trois, sises à Laval et de la revue du même nom, dont elle a été par la suite l'unique propriétaire et directrice générale. Elle lance également le Festival de TROIS, une manifestation littéraire annuelle, qui a eu lieu de 1989 à 2005. Plusieurs personnalités artistiques de renom collaborent au festival, dont Pauline Julien, Monique Leyrac, Françoise Faucher, Andrée Lachapelle, Monique Miller, France Castel, Élise Guilbault, et Paule Baillargeon; de même que de nombreux écrivains et écrivaines tels que Marie-Claire Blais, Monique Bosco, Nicole Brossard, Denise Desautels, Marcel Dubé, Louise Dupré, Marie Laberge, Jovette Marchessault et France Théoret.
Directrice de collection aux Éditions Nouvelle Optique et membre du comité de lecture aux Éditions de la Pleine Lune, elle a aussi été cofondatrice de l'éphémère compagnie théâtrale Autographe.
En 1994, la revue Voix et images lui consacre un numéro. Son œuvre fait également l’objet d'un collectif, Les secrets de la sphinxe, publié aux Éditions du remue-ménage en 2004.
Âgée de 53 ans, elle s’éteint en 2005 des suites de deux accidents vasculaires cérébraux.
Le 4 juin 2025, la Ville de Laval annonce que sa bibliothèque centrale, dont l'ouverture est prévue en 2027, portera le nom de Bibliothèque Anne-Marie-Alonzo.

## Œuvres

### Romans
- Geste, Paris, Des Femmes, 1979, 147 p.  (ISBN 9782721001665) et  (ISBN 2721001663)
- Veille, Paris, Des Femmes, 1982, 98 p.  (ISBN 2721002333) et  (ISBN 9782721002334)
- Galia qu’elle nommait amour : un conte, Laval, Éditions Trois, 1992. 109 p.  (ISBN 2920887408) et  (ISBN 9782920887404)

### Poésie
- Blanc de thé (Plaquette), Montréal, Les Zéditions élastique, 1983.
- French Conversation, Laval, Éditions Trois, 1986, 73 p.  (ISBN 2980053503) et  (ISBN 9782980053504)
- Bleus de mine, Montréal, Éditions du Noroît, 1985, 68 p.  (ISBN 9782890181151) et  (ISBN 2890181154)
- Nous en reparlerons sans doute, Laval, Éditions Trois, 1986, 65 p.  (ISBN 2980053554),  (ISBN 9782980053559),  (ISBN 2980053562) et  (ISBN 9782980053566)
- Écoute, Sultane, Montréal, L'Hexagone, 1987, 132 p.  (ISBN 2890062570) et  (ISBN 9782890062573)
- Seul le désir, Outremont, Nbj, 1987, 59 p.  (ISBN 2893140939) et  (ISBN 9782893140933)
- Esmaï, Outremont, Nbj, 1987, 42 p.  (ISBN 2893140912) et  (ISBN 9782893140919)
- Margie Gillis, la danse des marches, Montréal, Éditions du Noroît, 1993, 63 p.  (ISBN 2890182614) et  (ISBN 9782890182615)
- Tout au loin la lumière, Montréal, Éditions du Noroît, 1994, 81 p.  (ISBN 2890182843) et  (ISBN 9782890182844)
- Et la nuit, Laval, Éditions Trois, 2001, 84 p.  (ISBN 2895160236) et  (ISBN 9782895160236)

### Nouvelles
- Qui a peur de, Montréal, VLB, 1987, 143 p.  (ISBN 2890052877 et 9782890052871)

### Théâtre
- Une Lettre rouge, orange et ocre, Montréal, Éditions de la Pleine Lune, 1984, 67 p.  (ISBN 2890240347) et  (ISBN 9782890240346)

### Essai
- La Vitesse du regard, Laval, Éditions Trois, 1990, 39 p.  (ISBN 2920887173) et  (ISBN 9782920887176)
- Galia marchait pour toutes, Laval, Éditions Trois, 1998,  (ISBN 2-920887-95-5)

### Biographie
- Enfances et jeunesses, Montréal, Entreprises Radio-Canada, 1988, 253 p.  (ISBN 088794342X) et  (ISBN 9780887943423)

### Correspondance
- L'Immobile, Montréal, L'Hexagone, 1990, 150 p.  (ISBN 2890063976) et  (ISBN 9782890063976)
- Lettres à Cassandre, en collaboration avec Denise Desautels, Laval, Éditions Trois, 1994, 129 p.  (ISBN 2920887645) et  (ISBN 9782920887640)

## Prix et honneurs
- 1985 : Prix Émile-Nelligan pour Bleus de mine[12]
- 1985 : Finaliste au prix du Gouverneur général pour Bleus de mine[13]
- 1992 : Grand Prix d'excellence artistique de Laval pour Galia qu'elle nommait amour[4]
- 1996 : Membre de l'Ordre du Canada[14]
- 1997 : Médaille de bronze de la Société Arts-Sciences-Lettres de Paris[15]
- 1997 : Médaille civique de la ville de Laval[16]